# Eduardo Bonvallet
Eduardo Guillermo Bonvallet Godoy (ur. 13 stycznia 1955 w Santiago, zm. 18 września 2015) – piłkarz chilijski grający podczas kariery na pozycji defensywnego pomocnika.

## Kariera klubowa
Karierę piłkarską Eduardo Bonvallet rozpoczął w klubie Universidad de Chile w 1974. W 1976 przeszedł do lokalnego rywala - Universidad Católica. W 1978 opuścił Santiago i został na dwa sezony piłkarzem CD O’Higgins. W 1980 powrócił do Universidad Católica, po czym pół roku wyjechał do USA do klubu Fort Lauderdale Strikers. Po sześciu miesiącach ponownie został zawodnikiem Universidad Católica. Karierę Bonvallet zakończył w USA w klubie Tampa Bay Rowdies w 1983.

## Kariera reprezentacyjna
W reprezentacji Chile Bonvallet zadebiutował 13 stycznia 1979 w zremisowanym 0-0 towarzyskim spotkaniu z Ekwadorem. W 1979 wziął udział w Copa América, w którym Chile zajęło drugie miejsce, ustępując jedynie Paragwajowi. W tym turnieju Bonvallet wystąpił w sześciu meczach: w grupie z Kolumbią, w półfinale z Peru oraz w finale z Paragwajem.
W 1982 roku został powołany przez selekcjonera Luisa Santibáñeza do kadry na Mistrzostwa Świata w Hiszpanii. Na Mundialu Neira wystąpił we wszystkich trzech meczach z Austrią, RFN i Algierią, który był jego ostatnim meczem w reprezentacji. Od 1979 do 1982 roku rozegrał w kadrze narodowej 24 spotkania.

## Po zakończeniu kariery
Po zakończeniu kariery piłkarskiej Bonvallet pracował jako dziennikarz telewizyjny. W 2007 był trenerem drugoligowego klubu Deportivo Temuco, którego nie uchronił przed spadkiem do trzeciej ligi.

## śmierć
18 września, 2015 dzień po oderwaniu od klucz radiowy, martwe ciało Bonvallet został znaleziony w hotelu Los Nogales Providence, gdzie żył przez około sześć miesięcy, po przerwie z partnerem. Śmierć wynosiła samobójstwo wiszące pasem.